# Zoubeir Baya
Zoubeir Baya, właśc. Zoubeir Beya (arab. زبير بية; ur. 15 maja 1971 roku w M'saken) – tunezyjski piłkarz występujący na pozycji pomocnika.

## Kariera klubowa
Zoubeir Baya zawodową karierę rozpoczynał w 1991 roku w Étoile Sportive du Sahel. W debiutanckim sezonie wystąpił w 20 ligowych pojedynkach i strzelił pięć bramek. Razem z zespołem tunezyjski zawodnik odnosił wiele sukcesów. Sięgnął między innymi po mistrzostwo i puchar kraju oraz dwa razy po Afrykański Puchar Konfederacji. W trakcie sześciu sezonów spędzonych w Étoile Sportive du Sahel Baya rozegrał 127 spotkań i zdobył 34 gole. Był jednym z najlepszych piłkarzy w lidze, co latem 1997 roku zaowocowało transferem zagranicę. Baya trafił do niemieckiego SC Freiburg, gdzie od razu wywalczył sobie miejsce w podstawowej jedenastce. Z ekipą „Breisgau-Brasilianer” Tunezyjczyk zajął drugie miejsce w rozgrywkach drugiej ligi i awansował do Bundesligi. W barwach drużyny z Fryburga Baya wystąpił w 114 meczach, w których 21 razy wpisał się na listę strzelców. Sezon 2001/02 tunezyjski pomocnik spędził w Beşiktaşu JK. W kolejnych rozgrywkach reprezentował barwy katarskiego Al-Arabi, jednak po krótkim okresie treningów w tym zespole powrócił do Étoile Sportive du Sahel. Ostatnie lata swojej kariery Baya spędził w klubie ze swojego rodzinnego miasta – CS Msaken.

## Kariera reprezentacyjna
W reprezentacji swojego kraju Baya zadebiutował 4 września 1994 roku w wygranym 3:1 spotkaniu przeciwko Gwinei Bissau. W 1998 roku znalazł się w 22-osobowej kadrze Henryka Kasperczaka na mistrzostwa świata. Na francuskich boiskach drużyna Tunezji zajęła ostatnie miejsce w swojej grupie, a sam Baya wystąpił we wszystkich trzech meczach. Tunezyjczyk został także powołany na kolejny mundial. Podopieczni Ammara Souayaha nie zdołali przebrnąć przez fazę grupową i odpadli z turnieju. Po mistrzostwach Baya zakończył reprezentacyjną karierę. Dla drużyny narodowej strzelił osiemnaście bramek i zaliczył łącznie 81 występów.